# Виње (Беневенто)
Виње је насеље у Италији у округу Беневенто, региону Кампанија.
Према процени из 2011. у насељу је живело 424 становника. Насеље се налази на надморској висини од 318 м.